# Островът (филм, 2005)
Вижте пояснителната страница за други значения на Островът.
Островът (на английски: The Island) е американски научнофантастичен екшън филм от 2005 година на режисьора Майкъл Бей.

## Сюжет
В средата на 21 век Линкълн Шест Ехо (Юън Макгрегър) живее в затворена общност след като високото замърсяване на Земята е направило голяма част от планетата необитаема. Едно от малкото места, което все още е в състояние да поддържа живота е идиличен остров, където гражданите са избрали да живеят, чрез томбола. Или поне това е, което Линкълн и съгражданите му са научени да вярват; истината е, че Линкълн всъщност е клонинг, който служи за донор на органи, когато лицето, от което е ДНК, се разболее. Когато научава, че неговото съществуване е измама, Линкълн бяга към външния свят с приятелката си клонинг Йордания Две Делта (Скарлет Йохансон), въпреки предупрежденията, че никой не може да оцелее навън.

## Актьорски състав
| Актьор              | Роля                                   |
| ------------------- | -------------------------------------- |
| Юън Макгрегър       | Линкълн 6-Ехо / Том Линкълн            |
| Скарлет Йохансон    | Джордан 2-Делта / Сара Джордан         |
| Джимон Хонсу        | Алберт Лаурент                         |
| Шон Бийн            | д-р Мерик                              |
| Майкъл Кларк Дънкан | Старкуедър 2-Делта / Джамал Старкуедър |
| Стив Бушеми         | Джеймс Маккорд                         |

## Награди и номинации
| Награда | Категория                        | Номиниран(и)                     | Резултат  |
| ------- | -------------------------------- | -------------------------------- | --------- |
| Сатурн  | Най-добър научнофантастичен филм | Най-добър научнофантастичен филм | номинация |